# Revolver zadnjak
Revolverji zadnjaki so podvrsta revolverjev, ki se ločijo od revolverjev sprednjakov po:
- načinu odpiranja in
- načinu izmeta tulcev porabljenih nabojev.

## Odpiranje in izmet pri revolverjih zadnjakih
- Stranska vratca: vsak naboj posebej je treba poriniti iz ležaja v bobniču z izbijalno šibiko, ki leži ob cevi.
- Prelomno odpiranje: vse naboje naenkrat izvrže izmetalo, ko se revolver odpre.
- Izpadni bobnič: zvezdasto oblikovana izmetalo hkrati izvrže naboje, ki ga potisnemo ročno.